# Apomorphomyia lygaeidophaga
Apomorphomyia lygaeidophaga är en tvåvingeart som beskrevs av Crosskey 1984. Apomorphomyia lygaeidophaga ingår i släktet Apomorphomyia och familjen parasitflugor. Inga underarter finns listade i Catalogue of Life.